# あゆかわ華
あゆかわ 華（あゆかわ はな、1975年6月12日 - ）は、日本の漫画家。青森県出身。血液型AB型。第52回S・B賞（佳作）を受賞後、1994年に『いつも君だけをみてた』でデビュー。

## 作品リスト
- 『いちばんの好きをあげる』（りぼんマスコットコミックス、集英社）
  1. ISBN 978-4088538716
- 『クールにいきましょう』（りぼんマスコットコミックス、集英社）
  1. ISBN 978-4088560700
  2. ISBN 978-4088560922
- 『やっぱ愛でしょう！』（りぼんマスコットコミックス、集英社）
  1. ISBN 978-4088561547
  2. ISBN 978-4088561813
- 『もっとちょーだい！』（りぼんマスコットコミックス、集英社）
  1. ISBN 978-4088562278
  2. ISBN 978-4088562520
- 『お子様ランチ』（りぼんマスコットコミックス、集英社）
  1. ISBN 978-4088564401
- 『ぷらちなドロップス』（マーガレットコミックス、集英社）
  1. ISBN 978-4088477718
  2. ISBN 978-4088478081
  3. ISBN 978-4088478432

- 『純愛カロリー燃焼系』（マーガレットコミックス、集英社）
  1. ISBN 978-4088460314
  2. ISBN 978-4088460789
  3. ISBN 978-4088460918